# Вонхо
Ли Хо-Сеок (кор. 이호석, Сеул, 1. март 1993), познатији као Вонхо, је корејски поп певач, некадашњи члан групе "Монста Икс". Познат је као промотер здравог начина живота и фитнеса.

## Дискографија[5]
Као део групе "Монста Икс"
- Rush (2015)
- The clan (2017)
- Take 1. Are you there (2018)
- Take 2. We are here (2019)

Као соло извођач
- Love synonym 1 - Right for me (2020)
- Love synonym 2 - Right for us (2021)
- Blue letter (2021)
- Facade (2022)